# ぴちぴちピッチ
『ぴちぴちピッチ』は、横手美智子と花森ぴんくによる日本の漫画作品、およびこれを原作としたテレビアニメ、ゲーム等のメディアミックス作品。愛称は「ぴっち」。

## 概要
講談社の少女漫画雑誌『なかよし』で2002年9月号から2005年4月号まで連載。テレビアニメ版はテレビ愛知・テレビ東京系列局で『マーメイドメロディー ぴちぴちピッチ』、『マーメイドメロディー ぴちぴちピッチ ピュア』と題して2期まで放送された。
ジャンルは魔法少女＋美少女戦隊で、人魚姫伝説をモチーフにした内容となっている。歌と恋愛が作品のひとつのテーマでもある。本作品は歌を武器にボイス攻撃で敵を攻撃する。敵側の初登場時は水系統の魔法や植物（海草）でマーメイドに攻撃を仕掛けてくるが、のちにマーメイドたちと同じく歌を武器にした刺客たちが登場してくる。
2021年8月には続編となる『マーメイドメロディー ぴちぴちピッチ aqua』が『なかよし』にて連載開始。前作の主人公・七海るちあの娘・七海るきあが主人公となる。

## あらすじ
北太平洋の国のマーメイドプリンセス・るちあは、同族のにこらが成人の儀式を迎えた夜、「成人していない者は海の上へ出てはならない」掟を破って密かに海面へと上った。人間に見つからぬよう気をつけていたつもりのるちあは、周囲を航海中だった客船の船べりにいた少年に見つかる。言葉を交わした2人は互いの名前も知らぬまま仲良くなり一緒に歌を歌った。その時客船を急な嵐が襲い、少年は海に落ちた。溺れた少年を助け、何とか岸に泳ぎ着いたるちあは、真珠を納めたペンダントが何故か開いたことを受け、気を失ったままの彼に自分の分身ともいえる真珠を残して去る。
7年後に、るちあは成人の儀式を行うために真珠が必要となり、あの時名前も聞いていなかった少年から真珠を返してもらうため、人間の少女「七海るちあ」となって陸へと上がる。そして中学校に転入する日の朝、サーフィンをしていた少年に出会い、既視感を覚えた。不思議に思っていると、転入したクラスにその少年・堂本海斗が。数日後の日曜日、仲良くなったクラスメイトの波音とともに海斗を応援するためサーフィン大会に行ったるちあは、競技中に海に落ちた海斗が浮いてこないことに不安を覚え、密かに人魚に戻って海中を探し、海斗と彼を捕らえた謎の人物に遭遇する。謎の人物に海中に引き込まれていた海斗は、意識を取り戻すなり自分を捕らえた者が見覚えのある人魚を狙っていることに気づくと、身に着けていたペンダントを投げ、その中に納めていた真珠をるちあに返した。真珠の力で変身したるちあは何とか敵を追い返すことに成功し、かつてのように気を失った海斗を岸へ運ぶ。
自分の真珠を渡した少年と再会することができたるちあ。海斗は、7年前に自分を助けてくれた人魚のことをずっと想っていた。人魚界の掟で、人間に自分から正体を明かすと泡になって消えてしまうため、素性を明かすわけにはいかない。もどかしい思いでるちあは人間界で生活する。

## 登場人物
七海 るちあ（ななみ るちあ）
主人公。北太平洋のマーメイドプリンセス。真珠の色はピンク。ある事情からかつて手放した自分の真珠を探すため陸に上がり、中学校に通う。
宝生 波音（ほうしょう はのん）
るちあのクラスメート。実は南大西洋のマーメイドプリンセス。真珠の色は水色。
洞院 リナ（とういん リナ）
るちあのクラスの転入生。実は北大西洋のマーメイドプリンセス。真珠の色は緑。校内では何故か男子制服を着ている。
かれん
るちあたちより3歳年上。ノエルの双子の妹。南極海のマーメイドプリンセス。真珠の色は紫。
ノエル
かれんの双子の姉。北極海のマーメイドプリンセス。真珠の色は藍色。リナとともにガイトから逃げていたが、リナを逃がすため捕らわれた。
ココ
かれん・ノエルより2歳年上。沙羅の親友である南太平洋のマーメイドプリンセス。真珠の色は黄色。
沙羅（さら）
ココより3歳年上（メンバー最年長）。インド洋のマーメイドプリンセス。真珠の色はオレンジ。ある理由から最初は他のプリンセスと敵対した。
星羅（せいら）
第2期より登場。沙羅の後任のマーメイドプリンセス。誕生前に第2期の敵・ミケルによって心のカケラを奪われる。
ヒッポ
るちあのお目付け役。普段はペンギンの姿をしている。ヒッポの本当の正体は神獣ヒッポカンポスである。
堂本 海斗（どうもと かいと）
るちあのクラスメート。実は幼いるちあが7年前に海で助けた少年。以降るちあの真珠を持っている。特技はサーフィン。実はパンタラッサの王であるガクトとは、生き別れの兄弟である。
アクア・レジーナ
かつてパンタラッサ一族を海底に封じた女神。マーメイドの歌は彼女から授けられる。
ガクト
第1期に登場するパンタラッサ一族の王。水妖と呼ばれる魔物を従える。アニメ版では「ガイト」。
ミケル
第2期に登場する古代人類の王。御使いたちを使い、マーメイドプリンセスを襲う。

## 作中用語
マーメイド
深海に住む人魚の種族で、後述する各海の領域の七ヶ国ごとに人魚の尾ヒレなどの鱗の色が異なる。女性しか存在しない。男性は「マーマン」と呼ばれる。
13歳の誕生日で成人式を迎えることで初めて恋愛が解禁になる。真珠を紛失したマーメイドは真珠が見つかるまで成人式は延期とされる。好きな人間の相手に正体を明かすことは死を意味し、泡となって消えてしまうが、相手に正体を気づかせることで回避が可能である。
人間に姿を変えることで地上の生活も可能になるが、水に触れる（特に足）と魔法が解け人魚に戻ってしまう。人間以外の動物や鳥又は深海に住む魚やイルカなどはテレパシーで会話が可能。　
マーメイドプリンセス
深海に住む七ヶ国の種族たちを代表する各色マーメイドの国の王女たち。人魚の状態では左の二の腕に腕輪をはめ、尻尾と右の手首にビーズでできた大きな環が2本はまっている。オレンジ真珠のマーメイドプリンセスはどちらも最後に仲間になる。基本は7人だが、新・旧のメンバーを全て合わせると8人いる。本編以外のグッズのイラストでは、8人が共演している場合もある。
真珠の力でアイドル姿に変身し、アクア・レジーナから授かった、水妖に対抗する歌を歌う。アニメ版では、るちあ、波音、リナの3人はそれぞれのソロ曲をユニゾンしたりフレーズを歌い分けたりする。「Legend of Mermaid」や「KODOU-パーフェクト・ハーモニー-」といった曲は7人共通の曲になっていて、本編中では参加メンバー増減によっていくつかバリエーションがある。
| 領域     | マーメイドプリンセス | 声優       | 色       |
| -------- | -------------------- | ---------- | -------- |
| 北太平洋 | 七海 るちあ          | 中田あすみ | ピンク   |
| 南大西洋 | 宝生 波音            | 寺門仁美   | 水色     |
| 北大西洋 | 洞院 リナ            | 浅野まゆみ | グリーン |
| 南極海   | かれん               | 小暮英麻   | パープル |
| 北極海   | ノエル               | 永田亮子   | 藍色     |
| 南太平洋 | ココ                 | 新井里美   | イエロー |
| インド洋 | 沙羅                 | 植田佳奈   | オレンジ |
| インド洋 | 星羅                 | 喜多村英梨 | オレンジ |

マーメイドの国
7人のマーメイドプリンセスの国。北太平洋の国、南大西洋の国、北大西洋の国、南極海の国、北極海の国、南太平洋の国とインド洋の国。
人魚の儀式
成人式。13歳の誕生日で成人の儀式が行われる。儀式は真珠が必要になる。アニメ版で、るちあは真珠を介してアクア・レジーナとコンタクトし、新たな歌を授かった。
誓いの泉
マーメイドプリンセスが生まれる泉。各国にひとつずつある。
真珠
マーメイドたちが生まれたときにアクア・レジーナから授けられる、各国の色の真珠。人間に変身（アニメでは真珠無しでも人間に変身可能）したり、各プリンセスがアイドル姿に変身する時の力の源。アニメでは変身時にペンダントから外れ、マイク「e-pitch」を生成してその中央に填まる。持ち主の身から離れると、その人物は音痴になる。真珠が手元に戻った後も、人間の時のるちあは音痴であった。
ペンダント
マーメイドたちがアクア・レジーナから授かった真珠を収めたもの。原作とアニメ版では少しデザインが違う。にこら達一般マーメイドのペンダントヘッドの貝には、るちあたちプリンセスのそれに付いている羽のような飾りがない。
マイク
マーメイドプリンセスがアイドル姿になった時に手にするアイテム。歌の力を増幅することができる。e-karaに似た形状で、マイクの中央部にはそれぞれの国の色をした真珠が填め込まれている。アニメではe-pitchと呼ばれる。アニメ版では、新たにアクア・レジーナから授かった曲は、光るカートリッジをマイクに差し込むことで流れ始める。ガイトと最終決戦時にアクア・レジーナの力でデザインが違うものへバージョンアップし、2期からは変身時にオートでバージョンアップした。
ブレスレット
るちあ・波音・リナの3人がアクア・レジーナから新たな歌を授かったときに得た装身具。3人を2段階目の変身へ導く。3人が揃うことではじめて2段階の変身が可能となる。
原作でガクトとの決戦時に初変身したかれん以下の年長組は、最初からこれを使った状態のコスチュームだったが、アニメでは、通常のアイドル姿からの2段変身となった。アニメ版では、人間の姿でも左手首に着けている。
ライブステージ
アニメ版、アイドル姿で「ぴちぴちボイスでライブスタート!」（「ぴちぴちっとライブスタート!」など、派生したセリフになることもある）と宣言するとメンバーを囲む、球状の結界のようなもの。水妖たちの攻撃を防ぐが、ダーク・ラヴァーズの連携攻撃で破壊されたことがある。マーメイドたちと同じく、歌を武器とするブラック・ビューティー・シスターズやミケルの御使いたちもこれを持つ。それぞれ色が異なり、マーメイドは白、ブラック・ビューティー・シスターズは朱に近い赤。ブラック・ビューティー・シスターズの宣言は「イッツ・ショー・タイム!」。御使いたちは宣言も背景もそれぞれ異なる。
ラブ・シャワー・ピッチ
るちあが敵を追い返すことに成功した際の決め台詞。「アンコールはいかが?」と続く時も。ライブステージに参加したメンバーでユニゾンすることもある。原作やゲームでは、波音は単独で「プリティー・シュガー・ピッチ」、同様にリナは「クール・シャイン・ピッチ」、かれんは「キューティー・ホット・ピッチ」と言うことがある（アニメ版では言わない）。
人魚の瞳
アニメ版にのみ登場する緑の宝石。かつてはリナの国・北大西洋マーメイドの国にある国宝。北大西洋の海底から発見され、るちあたちの住む街の港にやってきた豪華客船で展示されるが、エリルに奪われ、海底に沈む。
封印の鍵
アクア・レジーナがパンタラッサ一族を封印した際に用いた鍵。ヒッポはその番人だった。が、海月に失恋した沙羅がやけを起こし、その鍵を奪い取って封印を解いてしまう。タツノオトシゴのような形状をしている。原作では人間の姿のヒッポの身長よりも長い杖に変化した。
アニメ版ではヒッポの武器（剣）でもあり聖獣に戻るためのアイテムでもある。
マーメイド占いカード
アニメ版で登場した、占いをする際に用いられたカード。占いは意外とよく当たる。
水晶球
タキが占いで用いる。が、タキの占いはあまり当たらない。アニメ版ではるちあの危機などでたまにヒビが入る。
沙羅の歌
沙羅の歌は、マイクなしの状態で大津波をも一瞬で消滅させる威力を持つ。沙羅はマーメイドプリンセスの中でも最強を誇る実力の歌の持ち主。
海の女神
アクア・レジーナのこと。原作では、後にるちあがその重責を引き継ぐ。
真珠湯（しんじゅゆ）
にこらが支配人をやっていて、るちあをはじめとするマーメイドプリンセスたちがよく利用する銭湯。アニメ版では「プチホテル・パールピアリ」。
真珠反応器（しんじゅはんのうき）
アニメ版に登場。マーメイドの真珠に反応する、位置探知機のようなもの。
有明けの月のオルゴール
水色マーメイドに伝わる宝物。芽流の母が、水妖に襲われた城から逃げる際に「波音に渡すように」と芽流に託した。波音が開けると水色マーメイドと動物が感知できる曲が流れる。波音は鳥や海洋動物たちの協力を得て、この音を聞いたはずのマーメイドの居場所を調べていた。
魔法の水晶玉
アニメ版に登場。緑色をした小さな水晶のお守り。持ち主が落ち込んでいる時に握ると赤く発光して持ち主が情熱的になり、逆に興奮している時に握ると青く発光して持ち主を冷静にさせる。熱したり冷やしたりすると自動的に持ち主の感情を激しく揺さぶる作用がある。これが割れてしまうと、持ち主は一時的に感情がランダムに変化するよう。
高熱を出した海斗を看病するためにるちあが彼の家へと向かった際、タキとヒッポはるちあが間違いを犯さないようにと懸念し、「恋心によって胸が高鳴る時にこれを握ることで、落ち着きが得られる」と説明しつつこれを渡した。しかし、偶然水晶玉がガス台の火に熱されたり、海斗の看病用に用意された氷水の中に落ちた挙句、急激に冷やされたことで割れてしまい、るちあの感情が次々に変化する騒動となる。
願いの指輪（ねがいのゆびわ）
アニメ版のみ登場。マーメイドたちの伝説となっている、どんな願いも一つだけ叶える力を持った指輪。るちあたちが向かった臨海学校の近くにある洞窟に隠されており、特殊な祭壇の前で一曲歌うことで封印が解かれる。マーメイドプリンセスたちとエリル・ユーリとの争奪戦の末にマーメイドプリンセスたちの手に渡り、ヒッポが「ケーキが山ほど食べたい」と言ったのを願いと認識し、大量のケーキを出した。
セイレーンの壺
アニメ版のみ登場。あらゆる力を吸い取る壺。エリルとユーリが願いの指輪を狙った際、マーメイドプリンセスたちのボイス対策として用意した。しかし、彼女たちのボイスの力を吸い込み切れずに爆散してしまった。
夢見石（ゆめみいし）
アニメ版のみ登場。深海にある石。夢に見た物を正夢として実現化する幻の石。
マーメイドビーズ
アニメ版のみ登場。願いが叶うビーズのアクセサリ。恋や恋愛対象には効果は望めない。
魔法の本
アニメ版のみ登場。ガイト城内の図書館にあった魔法の本で、書いてある呪文を唱えることで吹雪を発生させることができる。マリアはこの本を使って自身の能力を強化し、大吹雪を発生させて町ごとマーメイドプリンセスたちを凍らせて捕獲しようと画策した。しかし、ヒッポが波音・リナと戦うマリアから本を奪ったことで、波音たちの形勢逆転に繋がった。
ガクト城
海底にあるガクトの居城。普段は見えないよう隠されている。かつては「パンタラッサ城」と呼ばれていた。
アニメ版での名称は「ガイト城」。最初にマーメイドプリンセスたちが乗り込んだ際は、ブラック・ビューティー・シスターズによって作られた幻の城があるだけだった。絶えず移動しているため、探しだすのは難しい。
パンタラッサ一族
太古の昔にアクア・レジーナに封じられた、海底の王の一族。海に住む生物を水妖に変え、使役する力を持つ。マーメイドプリンセスの歌に弱い。ブラック・ビューティー・シスターズのようにある程度耐性を持つ者もいる。
原作では、王であったガクトは5巻以降は沙羅同様精霊となり、海斗やリヒトに憑依したことがある。リヒトとみかるの母親にあたる女性も、わずかではあるものの一族の血を引いていたらしい。
パンタラッサの杖
先端に薔薇の花を模した飾りがついた、若干太めの杖。パンタラッサの血を引く者が扱うことができ、作中ではガクトが持っていた物と、リヒトの母が鍵のかかる箱に持っていた物が登場する。
アクアレジーナ・ハープ
アニメのみ登場。るちあがアクア・レジーナから渡されたハープ。
夢の回廊（ゆめのかいろう）
第2期に登場。夢の世界とインド洋を繋ぐワープ空間。沙羅が星羅の誕生に際し、るちあをインド洋に導いた。原作では星羅も1度ここを利用して実体化したことがある。
心のカケラ（アニメでは「ハートのかけら」）
第2期に登場。星羅のオレンジ色の光の玉。るちあ達が持つ、星羅のオレンジ真珠に吸収されるたび、星羅が新たな感情を覚えていく。
聖域空間（せいいきくうかん）
第2期に登場。ミケルが作り出す空間で、マーメイドプリンセスたちの歌の威力を封殺する効果がある。中にはコウモリの翼を持つ猫や鳥の翼を持つ魚、ウサギの頭部を持つムササビといった生物が生息している。海斗を捕らえた蘭花がマーメイドプリンセスたちとの初戦にてこの空間内で対戦し優位に立つも、アクア・レジーナによって無効化された。
オレンジ真珠のコンパクト
アニメ第2期に登場。星羅の心のカケラを集めていくためのアイテム。るちあが沙羅から託され、沙羅から星羅に引き継がれた真珠が収められている。
心のカケラを取り戻した時や星羅がその意思を表出させる時にコンパクトが開き、真珠が浮かび上がってくる。
銀の巻貝
アニメ第2期に登場。沙羅と海月太郎との思い出の貝。過去の海月太郎との出来事で裏切られたと思い込んだ沙羅の憎しみと、その中の愛の思念を封じ込めた物。インド洋の「海の墓場」と呼ばれるエリアに残されていた。ココは沙羅の秘密である貝の存在を知っており、るちあたちに嘘をついて捜させる。ブラック・ビューティー・シスターズはこの巻貝の封印を解き、憎しみの思念の力を使い攻撃しようとするが、憎しみの思念が吐き出され無くなったことで、その中の美しい愛の思念が解き放たれ、純粋な銀の巻貝に戻りココの手元に戻った。美しい愛の思念が解き放たれたことでマーメイドプリンセスたちは助けられ、ブラック・ビューティー・シスターズを退けることができた。
サマー・グリーン・フェスティバル
アニメ第2期に登場。リナの国の、夏を迎えるためのパーティー。今回は復興記念も兼ねており、かれんとノエルが手伝いに来ていた。
リナは同じ日に浜崎雅弘のボクシングを見学する約束をしていたが、国の方を優先して一時帰国し、その後浜崎の元へ向かう。結局間に合わなかったが、互いに連絡先の交換をすることができた。
星の迷宮（奇跡の入り江）
アニメ第2期に登場。100年に一度一番潮の引いた夜に見つかる「奇跡の入り江」に願い事を言えば必ず叶うと幻の丘である。願い事をした場合、その願いで生まれた世界に引き寄せられ、その場所で願いが叶えられる。一つの願いで生まれた世界なら問題無いが、複数の願い事が混ざってしまった場合、どちらかの願いが叶わなくなってしまう。星羅はヒッポのユーリに会いたい願いと星羅自身のるちあ達と一緒にいたい願いを一つにしたことで回避させた。「奇跡の入り江」に朝が来ると魔法は消え、通常の世界に戻る。
パウダの薬
アニメ第2期に登場。弱まった生命力を活性化させる薬。その反面、使い方を誤れば細胞の成長を著しく早めてしまい歳をとってしまう諸刃の薬。
老マーメイドプリンセス
アニメ第2期に登場。るちあ・波音・リナが、パウダの薬の副作用によって歳をとってしまったお婆ちゃんマーメイドプリンセス。歳をとった分、体力は衰えていたが、歌の技の切れに磨きがかかっていた。最後は染五郎の吐く墨により元の姿に戻れた。
染五郎の墨
アニメ第2期に登場。海のドクター・染五郎の生命の源。生命の源であるため墨を吐くことは自身の死を意味する。墨を吐くには光が必要。パウダの薬の副作用を消し去る力を持っている。
癒しの歌
アニメ第2期に登場。回復系の歌。墨を吐いたことで染五郎が息を引き取った際に、るちあたちがこの歌で染五郎の生命力を復活させた。
歌自体は元々第1期に登場していたが、回復系の歌としては第2期が初登場となる。
光の玉
第2期に登場。ミケルの妖力を封じ込めた玉。いわゆる増幅装置のような物。
相手を異空間に引きずり込むことや、自身の力を高めたりすることができる。妖力を失い傷ついた者を治療することもできる。御使いたちにとっては万能アイテムだが、数が限られているため連続使用はできない。
ミケルとその配下
第2期に登場。詳細は敵キャラクターのピュア編を参照。太古の人類の王であるミケルをリーダーとした一味。配下は全て、みかるとリヒトの父親が作り出した生命体。
何故か復活したブラック・ビューティー・シスターズも加わっている。
ミケルの化石
第2期に登場。かつて地球上に王国を築いた古代人類の王であるミケルが、命を賭けて国の復興を願い、その遺体が化石化したもの。ミケル城の最下層にある。リヒトとみかるの父親はその化石からDNAを採取することに成功し、パンタラッサの血を引きながらも極端に体の弱いみかるに、DNAから抽出した「ミケルの力」をカプセル状にして与えていた。
最後はみかるの体に融合して蘇ったミケルが、マーメイドたちの勝利条件として「化石を破壊する」ことを星羅に提案し、星羅が真珠を通してその内容をるちあたちに伝えたため、たどり着いた海斗とるちあによって破壊される。

## 書誌情報

### 単行本
- 花森ぴんく（漫画）・横手美智子（シナリオ）『ぴちぴちピッチ』講談社〈講談社コミックスなかよし〉、全7巻
  1. 2003年3月18日発売[3]、ISBN 4-06-364015-9
  2. 2003年8月1日発売[4]、ISBN 4-06-364027-2
  3. 2003年12月1日発売[5]、ISBN 4-06-364037-X
  4. 2004年3月26日発売[6]、ISBN 4-06-364045-0
  5. 2004年9月3日発売[7]、ISBN 4-06-364058-2
  6. 2005年3月4日発売[8]、ISBN 4-06-364070-1
  7. 2005年4月25日発売[9]、ISBN 4-06-364078-7
- 花森ぴんく『ぴちぴちピッチ aqua』講談社〈講談社コミックスなかよし〉、既刊5巻（2024年10月11日現在）
  1. 2022年1月13日発売[10][11]、ISBN 978-4-06-526629-8
  2. 2022年9月13日発売[12]、ISBN 978-4-06-528943-3
  3. 2023年6月13日発売[13]、ISBN 978-4-06-531833-1
  4. 2024年2月13日発売[14]、ISBN 978-4-06-534638-9
  5. 2024年10月11日発売[15]、ISBN 978-4-06-537199-2

### 新装版
- 花森ぴんく（漫画）・横手美智子（シナリオ）『ぴちぴちピッチ』講談社〈KCデラックス〉、全3巻
  1. 2022年1月13日発売[16]、ISBN 978-4-06-526627-4
  2. 2022年1月13日発売[17]、ISBN 978-4-06-526626-7
  3. 2022年2月10日発売[18]、ISBN 978-4-06-526984-8

## テレビアニメ

### マーメイドメロディー ぴちぴちピッチ
2003年4月5日、テレビ愛知で放送開始。全52話。
監督ふじもとよしたかの作である、大筋は原作をベースにしつつも少女たちの無邪気でギャグタッチな奇行の多く見受けられる青春ストーリーとしてのアレンジがなされている。メインヒロインである3人の視点から描いた日常ストーリーがメインで、彼女らと海斗、その友人らが様々なことをしたり様々なイベントに参加する話が多い。
アイキャッチは、初代はAパート終了時には泡が描かれた虹色の背景に星型の鏡が登場し、目に星が映ったるちあが現れ、Bパート開始時には波音が現れウィンクをする。2代目はマーメイド占いのカードをるちあがめくり、他の二人が両側から見ているアニメーションで、画面には光の枠があり、Bパート開始時にカードに描かれているキャラに応じて、Aパート終了時に3人が様々な表情をする（マーメイドのるちあなど味方キャラの場合は笑顔になり、海斗の場合はるちあが照れ顔になり、玉に乗ったヒッポの場合はガッカリとした顔か驚いた顔、ガイト、黒髪の沙羅など敵キャラの場合は驚いた顔になる）。
第28話のサブタイトル「KIZUNA」、第49話のサブタイトル「KODOU」（パーフェクト・ハーモニー）は挿入歌になる。だが、第49話のエンディングでは、「KODOU〜パーフェクト・ハーモニー〜」ではなく、「KODOU」と表示された。第50話以降では、「KODOU〜パーフェクト・ハーモニー〜」と表示するようになった。ピュア第3話のサブタイトル「水色の旋律」、第39話のサブタイトル「夢のその先へ」も挿入歌になる。「夢のその先へ」は既に第1部第29話で挿入歌になった。
一つの作品としては放送事故が異常に多く、第37話（キー局を除く各ネット局）、第47話（系列局のテレビ東京のみ）、第53話と、計3回も起こしている。

### マーメイドメロディー ぴちぴちピッチ ピュア
2004年4月3日、テレビ愛知で放送開始。全39話。『マーメイドメロディー ぴちぴちピッチ』の続編に当たる。前作の少女たちの日常が比較的ギャグ中心だったのに対し、今作は日常シーンは恋愛をメインにしている。前作と異なり暗く重めのストーリーがメインとなり、るちあ達の恋模様を描いたエピソードや、彼女ら以外の5人のマーメイドにまつわるシリアスタッチなエピソードなども多くなる。一部の単発回やギャグなどもあってコミカルさは前作と同様。悲劇が解決する実質のクライマックスは38話であり、39話は死亡したキャラが復活するなど、カーテンコール的なエピローグだった。
本作から、マーメイドプリンセスから「沙羅」が、準レギュラーから「海月太郎」が、敵キャラクターから「ガイト」と「ダークラヴァーズ」が外され、代わりにそれぞれの立ち位置に「星羅」、「白井渚」、「浜崎雅宏」、「ミケル」とその御使いたちが配置された。外されはしたもののいずれも登場はしている（海月太郎は1話、3話、39話では直接登場、それ以外は回想シーンのみ登場。沙羅、ガイトは聖霊としての登場（39話では直接登場）、ダークラヴァーズは18話、39話に登場）。逆に、ミケルと御使いらは最終回には登場しない。
前作にあったオープニングナレーションが廃止された代わりに、各話の冒頭に前話の回想シーンが入るようになった。
アイキャッチはAパート終了時は光の枠がある画面にメインヒロイン3人がおり、るちあが持つオレンジ真珠の入ったケースが開いて内部の真珠が光り、Bパート開始時は光の枠がある画面に、光の演出とともにマーメイドプリンセスが現れるアニメーションで沙羅は登場しない。ヒッポが登場した事もある。

### 原作とテレビアニメ版の相違点
1期
- るちあたちの住む場所が原作は銭湯「真珠湯」、アニメはプチホテル「パールピアリ」。
- 「ガクト」の名前がアニメは「ガイト」。
- アニメではるちあ以外は一人の時に決め台詞を言わないため、波音の「プリティー・シュガー・ピッチ」、リナの「クール・シャイン・ピッチ」、かれんの「キューティー・ホット・ピッチ」は登場しない。
- マーメイドプリンセスたちのペンダントの形が異なる。
- るちあたちが初めてガイトの城に行ったとき、アニメは城も人物もブラック・ビューティー・シスターズの作った偽物でガクトや沙羅に会わない。
- 波音が海月先生からもらった楽譜の曲名が違う。
- 原作では敵キャラがるちあたちの人間の姿を知っているが、アニメでは知らない様子。

2期
- 星羅誕生の際、原作ではココが沙羅の名を呟くがアニメでは呟かない。
- 星羅の「ココロのかけら」がアニメでは「ハートのかけら」。
- ミケルの喋り方が原作は丁寧、アニメはぞんざい。
- みかるの海斗とリヒトに対する呼び方が原作は「海斗君」「お兄ちゃん」、アニメは「海斗」「お兄様」。
- アニメのブラック・ビューティー・シスターズはミケルに忠誠心を持っている。原作は光の珠目当てに従っているだけで態度も悪い。
- アニメのレディー・バットは逃げる時だけ女の喋り方になる。
- アニメの浜崎は途中からリナを呼び捨てにする。

### 備考
テレビアニメ版の監督を務めたふじもとよしたかは、同じく歌がテーマのアニメ『マクロス7』や『きらりん☆レボリューション（きらレボ）』にも参加しており、特に『きらレボ』では、『STAGE3』で監督を担当した。
本作品の主人公・七海るちあ役の声優を務めた中田あすみは、『天才てれびくん』でてれび戦士を務め、同番組出演の頃より歌を歌っているが、声優としての活動はこのアニメが初であった。ヒロインの1人である宝生波音役の寺門仁美も声優としては本作がデビュー作である。
原作漫画の正式なタイトルは『ぴちぴちピッチ』であり、アニメ版のタイトルが『マーメイドメロディー ぴちぴちピッチ』なのだが、漫画のタイトルロゴでは当初から『ピュア』に相当する時期まで一貫して『マーメイドメロディー ぴちぴちピッチ』と表記されていた。原作を担当した横手美智子は、アニメ版の脚本は一切手掛けていない。
台湾では女子小学生に大人気となり、アニメCDがシリーズ4作で10万枚を売上、1作目はコンビニ通販ランキングで1か月間1位を獲得する。
玩具も多数発売されていた。タカラトミーからe-karaとコラボした玩具e-pitchも発売され、作中のアイテムとしても登場した。
無印第32話にて、一部バンクミスが発生。その後発売されたDVDでは、そのシーンは修正された。

### シリーズスタッフ
- 企画 - ぴちぴちピッチ製作委員会
- シナリオ - 横手美智子
- 漫画 - 花森ぴんく（講談社「KCなかよし」刊）
- 監督 - ふじもとよしたか
- アシスタントディレクター - 山川幸久
- シリーズ構成 - 武上純希
- キャラクターデザイン・総作画監督 - まきだかずあき
- 美術監督 - 吉原一輔
- カラーデザイン - 大野嘉代子
- 撮影監督 - ひろちけんじ
- 編集 - 田熊純
- ビデオ編集 - 東京現像所
- 音響効果 - 佐々木純一（アニメサウンド）
- 音響監督 - 清水勝則
- 音楽 - 鶴来正基
- 音楽プロデューサー - 渡辺隆
- 音楽協力 - テレビ愛知ミュージック
- 企画協力 - 中村剛之
- アニメーションプロデューサー - 南喜長、山東学、桜井涼介
- アシスタントプロデューサー - 佐藤由美
- プロデューサー - 鈴木勇人、河本清澄、可知秀幸、山田昇→小原麻美、古川陽子
- アニメーション制作 - アクタス、シナジージャパン
- 製作 - テレビ愛知、ウィーヴ、東急エージェンシー

### 外国発売
- 群英社（台湾）
- 大元メディア（韓国）
- RTI S.p.A.（イタリア）
- Elastic Rights（スペイン、ポルトガル、ギリシャ、フランス、トルコ）

### 主題歌
『マーメイドメロディー ぴちぴちピッチ』
オープニングテーマ
「太陽の楽園〜Promised Land〜」（第1話 - 第28話）
作詞 - 三井ゆきこ / 作曲・編曲 - 大内哲也 / 歌 - 神戸みゆき
「Rainbow Notes♪」（第29話 - 第52話）
作詞 - 三井ゆきこ / 作曲 - 勝誠二 / 編曲 - 蓮沼健介 / 歌 - 神戸みゆき
エンディングテーマ
「大事な宝箱」（第1話 - 第28話）
作詞 - ポリン / 作曲・編曲 - 小林信吾 / 歌 - 中田あすみ
「世界で一番早く朝が来る場所」（第29話 - 第52話）
作詞 - 三井ゆきこ / 作曲 - 佐藤直紀 / 編曲 - 吉川慶 / 歌 - 中田あすみ、寺門仁美、浅野まゆみ
『マーメイドメロディー ぴちぴちピッチ ピュア』
オープニングテーマ
「Before the Moment」
作詞 - 三井ゆきこ、ポリン / 作曲・編曲 - 岩見直明 / 歌 - 喜多村英梨
- セルビデオと放送の時とでは、オープニング映像が異なっている。最終回では歌詞は2番目を使用したため歌詞の表示はなく、38話の映像を流した。

エンディングテーマ
「愛の温度℃」
作詞 - 三井ゆきこ / 作曲・編曲 - 小林信吾 / 歌 - 中田あすみ、寺門仁美、浅野まゆみ
- 最終回はフルバージョンを使い、波音と渚、リナと浜崎、るちあと海斗、各カップルのシーンが追加されている。

### キャラクターソング
七海るちあ
- 「Splash Dream」
- 「恋はなんだろう」
- 「MOTHER SYMPHONY」（アニメ版では3人で歌う曲）

宝生波音
- 「Ever Blue」
- 「水色の旋律」

洞院リナ
- 「Star Jewel」
- 「Piece of Love」

かれん
- 「オーロラの風に乗って」

沙羅
- 「Return to the Sea」

星羅
- 「Beautiful Wish」
- 「Birth of Love」

ブラックビューティーシスターズ
- 「黒の協奏曲 〜concerto〜」
- 「闇のBAROQUE -バロック-」

レディ・バット
- 「暗黒の翼」

蘭花
- 「花と蝶のセレナーデ」

あらら
- 「Star☆メロメロHeart」

ミケル
- 「翼を抱いて」

天城みかる
- 「明日が見えなくて」

るちあ・波音・リナ
- 「Legend of Mermaid」（国歌）
- 「Super Love Songs!」
- 「KIZUNA」（ブラック・ビューティー・シスターズ対抗）
- 「夢のその先へ」（ダーク・ラヴァーズ対抗）
- 「七つの海の物語〜Pearls of Mermaid〜」
- 「KODOU〜パーフェクト・ハーモニー〜」
- 「希望の鐘音 〜Love goes on〜」

### 各話リスト
太字は原作を元にしたストーリー（多少異なるものもある）。
| 話数 （総話数）                            | サブタイトル                           | 脚本                                | コンテ                              | 演出                                | 作画監督                            | 収録DVD(レンタル版)                 | 放送日                              |
| マーメイドメロディー ぴちぴちピッチ        | マーメイドメロディー ぴちぴちピッチ    | マーメイドメロディー ぴちぴちピッチ | マーメイドメロディー ぴちぴちピッチ | マーメイドメロディー ぴちぴちピッチ | マーメイドメロディー ぴちぴちピッチ | マーメイドメロディー ぴちぴちピッチ | マーメイドメロディー ぴちぴちピッチ |
| ------------------------------------------ | -------------------------------------- | ----------------------------------- | ----------------------------------- | ----------------------------------- | ----------------------------------- | ----------------------------------- | ----------------------------------- |
| 1                                          | 真珠の涙                               | 武上純希 桶谷顕                     | 藤本義孝                            | 畠山茂樹                            | 永井達郎                            | 第1巻                               | 2003年 4月5日                       |
| 2                                          | 言えない心                             | 神戸一彦                            | 山崎茂                              | 山崎茂                              | 牧内ももこ                          | 第1巻                               | 4月12日                             |
| 3                                          | ゆれる想い                             | 早川正                              | 井草かほる                          | 佐々木勝利                          | Kwon Youn Hee                       | 第2巻                               | 4月19日                             |
| 4                                          | 孤独な王女（プリンセス）               | 吉村元希                            | 山田雄三                            | 山田雄三                            | 永田正美                            | 第2巻                               | 4月26日                             |
| 5                                          | 冷たいキス                             | 高橋ナツコ                          | 畠山茂樹                            | 畠山茂樹                            | 永井達郎 三木俊明                   | 第2巻                               | 5月3日                              |
| 6                                          | 愛の灯火                               | 中瀬理香                            | 岡嶋国敏                            | 岡嶋国敏                            | 亀田義明                            | 第3巻                               | 5月10日                             |
| 7                                          | 人魚（マーメイド）の嫉妬（ジェラシー） | 神戸一彦                            | 山崎茂                              | 山崎茂                              | 牧内ももこ                          | 第3巻                               | 5月17日                             |
| 8                                          | 凍った気持                             | 高橋ナツコ                          | 山田雄三                            | 山田雄三                            | 永田正美                            | 第3巻                               | 5月24日                             |
| 9                                          | 盗まれた曲（メロディー）               | 中瀬理香                            | 井草かほる                          | 佐々木勝利                          | Kwon Yoon Hee                       | 第4巻                               | 5月31日                             |
| 10                                         | 過去の面影                             | 吉村元希                            | 岡嶋国敏                            | 岡嶋国敏                            | 亀田義明                            | 第4巻                               | 6月7日                              |
| 11                                         | 願いの指輪                             | 早川正                              | 畠山茂樹                            | 畠山茂樹                            | 阿部航                              | 第4巻                               | 6月14日                             |
| 12                                         | すれ違う心                             | 神戸一彦                            | 上原秀明                            | 山田雄三                            | 永田正美                            | 第5巻                               | 6月21日                             |
| 13                                         | 人魚（マーメイド）の儀式               | 武上純希                            | 山崎茂                              | 山崎茂                              | 牧内ももこ                          | 第5巻                               | 6月28日                             |
| 14                                         | 星空の記憶                             | 早川正                              | 岡嶋国敏                            | 岡嶋国敏                            | 亀田義明                            | 第5巻                               | 7月5日                              |
| 15                                         | 渚の約束                               | 高橋ナツコ                          | 中村憲由 藤本義孝                   | 佐々木勝利                          | Bang Seung Jin                      | 第6巻                               | 7月12日                             |
| 16                                         | 秘めた想い                             | 中瀬理香                            | 藤本義孝                            | 石倉賢一                            | 永田正美                            | 第6巻                               | 7月19日                             |
| 17                                         | 儚いキス                               | 吉村元希                            | 藤本義孝                            | 畠山茂樹                            | 阿部航                              | 第6巻                               | 7月26日                             |
| 18                                         | 幼い訪問者                             | 高橋さと                            | 岡嶋国敏                            | 岡嶋国敏                            | 亀田義明                            | 第7巻                               | 8月2日                              |
| 19                                         | 夏の誘惑                               | 神戸一彦                            | 山崎茂                              | 山崎茂                              | 牧内ももこ                          | 第7巻                               | 8月9日                              |
| 20                                         | 海から恋文（ラブレター）               | 高橋ナツコ                          | 松本マサユキ                        | 松本マサユキ                        | Yang Byong Gill                     | 第7巻                               | 8月16日                             |
| 21                                         | 小さな初恋                             | 早川正                              | 鈴木敏明                            | 佐々木勝利                          | Bang Seung Jin                      | 第8巻                               | 8月23日                             |
| 22                                         | 幻惑の少女                             | 吉村元希                            | 藤本義孝                            | 石倉賢一                            | 永田正美                            | 第8巻                               | 8月30日                             |
| 23                                         | 恋の微熱                               | 神戸一彦                            | 村山靖                              | 山口武志                            | 阿部航                              | 第8巻                               | 9月6日                              |
| 24                                         | 夢は花嫁                               | 高橋さと                            | 岡嶋国敏                            | 岡嶋国敏                            | 亀田義明                            | 第9巻                               | 9月13日                             |
| 25                                         | 月光の少年                             | 中瀬理香                            | 山崎茂                              | 山崎茂                              | 牧内ももこ                          | 第9巻                               | 9月20日                             |
| 26                                         | かれんの唄                             | 早川正                              | 浅見松雄                            | 川崎満                              | Yang Byong Gill                     | 第9巻                               | 9月27日                             |
| 27                                         | 信じる心                               | 高橋ナツコ                          | 寺東克己                            | 石倉賢一                            | 永田正美 粟井重紀                   | 第10巻                              | 10月4日                             |
| 28                                         | KIZUNA                                 | 武上純希                            | 鈴木敏明                            | 山口武志                            | 阿部航 緋月湊                       | 第10巻                              | 10月11日                            |
| 29                                         | 仮面の告白                             | 神戸一彦                            | 松本マサユキ                        | 松本マサユキ                        | 青野厚司                            | 第10巻                              | 10月18日                            |
| 30                                         | 氷の瞳                                 | 吉村元希                            | 岡嶋国敏                            | 岡嶋国敏                            | 亀田義明                            | 第11巻                              | 10月25日                            |
| 31                                         | 危険な罠                               | 神戸一彦                            | 佐々木勝利                          | 高橋滋春                            | 桝井一平                            | 第11巻                              | 11月1日                             |
| 32                                         | 恋は夢色                               | 笹野恵                              | 浅見松雄                            | 川崎満                              | Yang Byong Gill                     | 第11巻                              | 11月8日                             |
| 33                                         | 遊園地騒動（パニック）                 | 中瀬理香                            | 石倉賢一                            | 石倉賢一                            | 佐藤篤 岩佐裕子                     | 第12巻                              | 11月15日                            |
| 34                                         | アウリの日                             | 早川正                              | 鈴木敏明                            | 山口武志                            | 緋月湊                              | 第12巻                              | 11月22日                            |
| 35                                         | 悲しみの曲（メロディー）               | 武上純希                            | 松本マサユキ                        | 松本マサユキ                        | 青野厚司                            | 第12巻                              | 11月29日                            |
| 36                                         | 愛（いとし）のベビー                   | 高橋ナツコ                          | 岡嶋国敏                            | 岡嶋国敏                            | 亀田義明                            | 第13巻                              | 12月6日                             |
| 37                                         | 噂の二人                               | 笹野恵                              | 高橋滋春                            | 高橋滋春                            | 徳倉栄一                            | 第13巻                              | 12月13日                            |
| 38                                         | 聖夜（クリスマス）の贈物               | 吉村元希                            | 浅見松雄                            | 甘木環                              | 高橋修                              | 第13巻                              | 12月20日                            |
| 39                                         | PinP（パニックインパールピアリ）       | 神戸一彦                            | 菊池一仁                            | 菊池一仁                            | 梶浦紳一郎                          | 第14巻                              | 12月27日                            |
| 40                                         | 初夢大作戦                             | 早川正                              | 鈴木敏明                            | 山口武志                            | 篁馨                                | 第14巻                              | 2004年 1月3日                       |
| 41                                         | オトナの恋                             | 神戸一彦                            | 菊池一仁                            | 菊池一仁                            | 梶浦紳一郎                          | 第14巻                              | 1月10日                             |
| 42                                         | 涙の行方                               | 中瀬理香                            | 藤森カズマ                          | 石倉賢一                            | 飯飼一幸                            | 第15巻                              | 1月17日                             |
| 43                                         | 妖かしの歌                             | 吉村元希                            | 奥田誠治                            | 高橋滋春                            | 徳倉栄一                            | 第15巻                              | 1月24日                             |
| 44                                         | 雪夜の奇蹟                             | 武上純希                            | 松本マサユキ                        | 松本マサユキ                        | 青野厚司                            | 第15巻                              | 1月31日                             |
| 45                                         | 二つの想い                             | 高橋ナツコ                          | 岡嶋国敏                            | 岡嶋国敏                            | 亀田義明                            | 第16巻                              | 2月7日                              |
| 46                                         | さよなら                               | 武上純希                            | 鈴木敏明                            | 山口武志                            | 篁馨                                | 第16巻                              | 2月14日                             |
| 47                                         | 黒い招待状（インビテーション）         | 笹野恵                              | 菊池一仁                            | 菊池一仁                            | 梶浦紳一郎 上條修                   | 第16巻                              | 2月21日                             |
| 48                                         | 海斗の悪夢                             | 神戸一彦                            | 岡嶋国敏                            | 岡嶋国敏                            | 亀田義明                            | 第17巻                              | 2月28日                             |
| 49                                         | KODOU                                  | 早川正                              | 高橋滋春                            | 高橋滋春                            | 徳倉栄一                            | 第17巻                              | 3月6日                              |
| 50                                         | 心の闇                                 | 高橋ナツコ                          | 後信治                              | 後信治                              | 立田真一                            | 第17巻                              | 3月13日                             |
| 51                                         | 蘇る真実                               | 中瀬理香                            | 松本マサユキ                        | 松本マサユキ                        | 青野厚司                            | 第18巻                              | 3月20日                             |
| 52                                         | 最後のキス                             | 武上純希                            | 石倉賢一 藤本義孝                   | 石倉賢一                            | 飯飼一幸                            | 第18巻                              | 3月27日                             |
| マーメイドメロディー ぴちぴちピッチ ピュア |                                        |                                     |                                     |                                     |                                     |                                     |                                     |
| 1（53）                                    | 別れの朝                               | 武上純希                            | 鈴木敏明                            | 山口武志                            | 篁馨                                | 第1巻                               | 4月3日                              |
| 2（54）                                    | 水平線の彼方                           | 神戸一彦                            | 岡嶋国敏                            | 岡嶋国敏                            | かどともあき                        | 第1巻                               | 4月10日                             |
| 3（55）                                    | 水色の旋律（メロディー）               | 早川正                              | 後信治                              | 後信治                              | 立田眞一                            | 第1巻                               | 4月17日                             |
| 4（56）                                    | 幸せの予感                             | 笹野恵                              | 高橋滋春                            | 高橋滋春                            | 徳倉栄一                            | 第2巻                               | 4月24日                             |
| 5（57）                                    | マエストロ                             | 高橋ナツコ                          | 松本マサユキ                        | 松本マサユキ                        | 岩佐裕子                            | 第2巻                               | 5月1日                              |
| 6（58）                                    | 年下の男の子                           | 吉村元希                            | 鈴木敏明                            | 石倉賢一                            | 飯飼一幸                            | 第2巻                               | 5月8日                              |
| 7（59）                                    | 奪われた心                             | 中瀬理香                            | 山口武志                            | 山口武志                            | 篁馨                                | 第3巻                               | 5月15日                             |
| 8（60）                                    | 記憶の果て                             | 神戸一彦                            | 岡嶋国敏                            | 岡嶋国敏                            | かどともあき                        | 第3巻                               | 5月22日                             |
| 9（61）                                    | 恋の練習曲（エチュード）               | 早川正                              | 後信治                              | 後信治                              | 立田眞一                            | 第3巻                               | 5月29日                             |
| 10（62）                                   | 残る想い                               | 笹野恵                              | 高橋滋春                            | 高橋滋春                            | 小林ゆかり                          | 第4巻                               | 6月5日                              |
| 11（63）                                   | 兄の気持ち                             | 神戸一彦                            | 松本マサユキ                        | 松本マサユキ                        | 上條修                              | 第4巻                               | 6月12日                             |
| 12（64）                                   | 光の海の人魚（マーメイド）             | 笹野恵                              | 鈴木敏明                            | 石倉賢一                            | 飯飼一幸                            | 第4巻                               | 6月19日                             |
| 13（65）                                   | カレの秘密                             | 吉村元希                            | 岡嶋国敏                            | 岡嶋国敏                            | かどともあき                        | 第5巻                               | 6月26日                             |
| 14（66）                                   | 闇からの声                             | 高橋ナツコ                          | 山口武志                            | 山口武志                            | 篁馨                                | 第5巻                               | 7月3日                              |
| 15（67）                                   | 七つの海の祈り                         | 中瀬理香                            | 後信治                              | 後信治                              | 立田眞一                            | 第5巻                               | 7月10日                             |
| 16（68）                                   | 夏休みだヨ!全員集合                    | 神戸一彦                            | 高橋滋春                            | 高橋滋春                            | 小林ゆかり                          | 第6巻                               | 7月17日                             |
| 17（69）                                   | 真夏のセレブな夜（ナイト）             | 笹野恵                              | 松本マサユキ                        | 松本マサユキ                        | 岩佐裕子                            | 第6巻                               | 7月24日                             |
| 18（70）                                   | 星の迷宮（ラビリンス）                 | 早川正                              | 鈴木敏明                            | 石倉賢一                            | 西尾公伯                            | 第6巻                               | 7月31日                             |
| 19（71）                                   | 癒しの歌                               | 高橋ナツコ                          | 岡嶋国敏                            | 岡嶋国敏                            | 亀田義明                            | 第7巻                               | 8月7日                              |
| 20（72）                                   | 恋の探偵                               | 吉村元希                            | 山口武志                            | 山口武志                            | 篁馨                                | 第7巻                               | 8月14日                             |
| 21（73）                                   | 恋の不法侵入                           | 神戸一彦                            | 後信治                              | 後信治                              | 立田眞一                            | 第7巻                               | 8月21日                             |
| 22（74）                                   | 思い出泥棒                             | 笹野恵                              | 高橋滋春                            | 高橋滋春                            | 小林ゆかり                          | 第8巻                               | 8月28日                             |
| 23（75）                                   | 心の奥のこころ                         | 早川正                              | 松本マサユキ                        | 松本マサユキ                        | 岩佐裕子                            | 第8巻                               | 9月4日                              |
| 24（76）                                   | 私の欲しいもの                         | 吉村元希                            | 鈴木敏明                            | 石倉賢一                            | 西尾公伯                            | 第8巻                               | 9月11日                             |
| 25（77）                                   | 恋占い                                 | 中瀬理香                            | 岡嶋国敏                            | 岡嶋国敏                            | 亀田義明                            | 第9巻                               | 9月18日                             |
| 26（78）                                   | アイドルデビュー                       | 高橋ナツコ                          | 山口武志                            | 山口武志                            | 篁馨                                | 第9巻                               | 9月25日                             |
| 27（79）                                   | 決裂の姉妹（シスターズ）               | 神戸一彦                            | 後信治                              | 後信治                              | 立田眞一                            | 第9巻                               | 10月2日                             |
| 28（80）                                   | 星羅の花園                             | 笹野恵                              | 高橋滋春                            | 高橋滋春                            | 小林ゆかり                          | 第10巻                              | 10月9日                             |
| 29（81）                                   | みつかいたちのゆううつ                 | 早川正                              | 松本マサユキ                        | 松本マサユキ                        | 岩佐裕子                            | 第10巻                              | 10月16日                            |
| 30（82）                                   | 抱きしめて…                            | 吉村元希                            | 鈴木敏明                            | 石倉賢一                            | 西尾公伯                            | 第10巻                              | 10月23日                            |
| 31（83）                                   | 最後の恋文（ラブレター）               | 高橋ナツコ                          | 岡嶋国敏                            | 岡嶋国敏                            | 亀田義明                            | 第11巻                              | 10月30日                            |
| 32（84）                                   | 海に消えた記憶                         | 武上純希                            | 後信治                              | 後信治                              | 立田眞一                            | 第11巻                              | 11月6日                             |
| 33（85）                                   | 乱れる心                               | 神戸一彦                            | 山口武志                            | 山口武志                            | 篁馨                                | 第11巻                              | 11月13日                            |
| 34（86）                                   | 白い羽根の誘惑                         | 吉村元希                            | 高橋滋春                            | 高橋滋春                            | 飯飼一幸                            | 第12巻                              | 11月20日                            |
| 35（87）                                   | さよならのかわりに…                    | 高橋ナツコ                          | 松本マサユキ                        | 松本マサユキ                        | 飯飼一幸 桜庭                       | 第12巻                              | 11月27日                            |
| 36（88）                                   | 絶望の果て                             | 神戸一彦                            | 石倉賢一                            | 石倉賢一                            | 西尾公伯                            | 第12巻                              | 12月4日                             |
| 37（89）                                   | 天空の城へ…                            | 高橋ナツコ                          | 川口敬一郎                          | 岡嶋国敏                            | 亀田義明                            | 第13巻                              | 12月11日                            |
| 38（90）                                   | 聖夜の戦い                             | 武上純希                            | 後信治                              | 後信治                              | 立田眞一                            | 第13巻                              | 12月18日                            |
| 39（91）                                   | 夢のその先へ                           | 早川正 高橋ナツコ 吉村元希          | 藤本義孝                            | 藤本義孝                            | 篁馨                                | 第13巻                              | 12月25日                            |

## 放送局

### 日本国内での放送
- テレビ東京系列局[20]
  - テレビ愛知（製作局）
  - テレビ東京
  - テレビ北海道
  - テレビ大阪
  - テレビせとうち
  - TVQ九州放送
- 系列外への番組販売
  - 東日本放送（テレビ朝日系列、水曜 16:30 - 17:00[21]、第2期のみ放送）
  - 福島テレビ（フジテレビ系列、2003年6月5日から木曜 15:30 - 16:00[22]、第1期のみ放送）
- CS放送
  - AT-X
  - キッズステーション（第1期のみ放送）

| テレビ愛知制作・テレビ東京系列 土曜8:00枠 | テレビ愛知制作・テレビ東京系列 土曜8:00枠                                        | テレビ愛知制作・テレビ東京系列 土曜8:00枠 |
| 前番組                                    | 番組名                                                                           | 次番組                                    |
| ----------------------------------------- | -------------------------------------------------------------------------------- | ----------------------------------------- |
| 東京ミュウミュウ                          | マーメイドメロディー ぴちぴちピッチ ↓ マーメイドメロディー ぴちぴちピッチ ピュア | トランスフォーマー ギャラクシーフォース   |

### 日本国外での放送
時間帯は全て現地時間。
香港
2005年7月5日から2006年4月5日無綫電視翡翠台にて、『唱K小魚仙』のタイトルで毎週火曜の17時15分-17時50分に放送 (第28話まで)→毎週火曜、水曜の17時15分-17時50分に放送（第29-52話）。広東語のみ放送（全ての歌は日本語）、繁体字字幕あり。
2006年12月6日から2007年4月18日無綫電視翡翠台にて、『唱K小魚仙』（ピュア）のタイトルで毎週火曜、水曜の17時15分-17時50分に放送。広東語のみ放送（全ての歌は日本語）、繁体字字幕あり。
TVB兒童台
台湾
東森幼幼台にて、『真珠美人魚』のタイトルで放送された。

## 関連商品

### DVD
- マーメイドメロディーぴちぴちピッチ セルDVD 全14巻（PCBP-50846～50859）

1巻、8巻は各2話収録（2,900円）、その他は各4話収録（3,800円）。
1巻、8巻は初回限定で収録BOX付き。全巻に初回限定でトレーディングカード付き。
- マーメイドメロディーぴちぴちピッチ ピュア DVD-BOX 全2巻（PCBP-51347、PCBP-51348）

1巻は1話～20話収録（18,095円）、2巻は21話～39話収録（17,143円）。
2巻ともに映像特典ディスクとブックレット（各話解説、設定資料等）付き。ケースは牧内ももこ描き下ろしイラスト。
- マーメイドメロディーぴちぴちピッチ レンタルDVD 全18巻（PCBP-70805～70821、71178）

1巻、18巻は各2話収録、その他は各3話収録。
- マーメイドメロディーぴちぴちピッチ ピュア レンタルDVD 全13巻（PCBP-71181～71193）

各巻3話収録。

### 音楽CD

#### シングル
- マーメイドメロディー ぴちぴちピッチ 主題歌マキシシングル『太陽の楽園〜Promised Land〜』
- マーメイドメロディー ぴちぴちピッチ キャラクター挿入歌『Splash Dream』
- マーメイドメロディー ぴちぴちピッチ キャラクター挿入歌『Ever Blue』
- マーメイドメロディー ぴちぴちピッチ キャラクター挿入歌『Star Jewel』
- マーメイドメロディー ぴちぴちピッチ 新主題歌マキシシングル『Rainbow Notes♪』
- マーメイドメロディー ぴちぴちピッチ ピュア OPマキシシングル『Before the Moment』
- マーメイドメロディー ぴちぴちピッチ ピュア EDマキシシングル『愛の温度℃』
- マーメイドメロディー ぴちぴちピッチ ピュア 挿入歌マキシシングル『MOTHER SYMPHONY』
- マーメイドメロディー ぴちぴちピッチ ピュア 挿入歌マキシシングル『暗黒の翼』
- マーメイドメロディー ぴちぴちピッチ ピュア 挿入歌マキシシングル『七つの海の物語〜Pearls of Mermaid〜』

#### アルバム
ボーカルコレクション
- マーメイドメロディー ぴちぴちピッチ ボーカルコレクションジュエルBOX1
- マーメイドメロディー ぴちぴちピッチ ボーカルコレクションジュエルBOX2
- マーメイドメロディー ぴちぴちピッチ ピュア ボーカルコレクションピュアBOX1
- マーメイドメロディー ぴちぴちピッチ ピュア ボーカルコレクションピュアBOX2

サウンドトラック
- マーメイドメロディー ぴちぴちピッチ オリジナルサウンドトラック
- マーメイドメロディー ぴちぴちピッチ ピュア オリジナルサウンドトラック

### ゲーム
全てゲームボーイアドバンス用ソフトでコナミから発売
- マーメイドメロディーぴちぴちピッチ（2003年10月9日発売、定価4980円）
ダンスダンスレボリューションのシステムを使用した音ゲー。
下から流れてくる矢印とキャラクターに合わせて十字キーとABボタンをタイミング良く押すと歌声が流れる。ボタンを押すタイミングをはずすと歌の音程が外れる。DDRと違ってゲージがなくなっても曲の途中で中止にならない上に盛大に音程を外すので、わざと下手にプレイして音痴な歌を聴く楽しみ方もある。
複数人で歌う曲はどのキャラクターのパートでプレイするか選ぶことが可能で、譜面が変わる。本体同士を通信ケーブルで接続すればセッションプレイもできる。あらかじめ決められた曲に自分で作詞してヒッポに歌わせ、プレイできるモードもある。
- マーメイドメロディーぴちぴちピッチ ぴちぴちパーティー（2003年12月18日発売、定価4980円）
3人対戦のすごろく。るちあ、波音、リナの3人からキャラクターを選ぶ。選ばなかったキャラはCPUが操作する。1人用と対戦プレイが可能。
ルーレットを回して移動。途中で手に入れた服の着替えやアイテムでパラメータを上げつつ、イベントをこなしてポイントを稼ぎ、目的地を目指す。
対戦モードでは複数回プレイして、合計ポイントで総合順位が決まる。ストーリーは全32エピソードからランダムで選ばれる。
各エピソードの最後には全員参加のボス戦があり、順番にルーレット回して攻撃する。とどめの1撃を与えたキャラにボーナスポイントが入り、そのキャラが各エピソードの結末のヒロイン的扱いになる。
全てのエピソードを順番にこなすモードもある。
- マーメイドメロディーぴちぴちピッチ ぴちぴちっとライブスタート!（2004年3月18日発売、定価4980円）
GBA1作目のバージョンアップ版。前作の曲に加え、新曲やかれんとブラック・ビューティー・シスターズの歌も追加され、曲数が大幅に増加。グラフィックも描き直されている。
100曲クリアを目指す「つづけてピッチ」モードでは、難易度が上がると、プレイ中に突然矢印の並び順が変わったり、矢印がe-karaに当たって別のラインに移動したり、スクロール方向が上下逆や横になったり、矢印ごとにスクロール速度が変わったり等、奇抜で多彩なオプションが自動的に付く。これらのオプションが複数組み合わされることもある。
TVアニメ（無印）のストーリーを再現したモードもあるが、発売時期の問題から39話までしか入っていない。
曲をクリアすると貰えるコインを使って「あつめてピッチ」モードでミニゲームをプレイして、さらにコインを稼いだり、マスコットやイラスト等を入手することができる。集めたマスコットやイラストは、このモードのメニュー画面に飾ることが出来る。